# استان جنین
استان جنین (به عربی: محافظة جنين) یکی از استان‌های فلسطین است که در شمال کرانه باختری قرار دارد و توسط تشکیلات خودگردان فلسطین اداره می‌شود. جمعیت این استان در سال ۲۰۱۷ میلادی حدود ۳۱۴٬۸۶۶ نفر بوده است. مرکز این استان، شهر جنین می‌باشد.

## شهرها
- جنین (شامل اردوگاه جنین)
- قباطیه

## شهرداری‌ها
- Ajjah
- عرابه
- Burqin
- Dahiyat Sabah al-Khei
- Deir Abu Da'if
- Jaba
- Kafr Dan
- Kafr Rai
- Meithalun
- Silat al-Harithiya
- Silat ad-Dhahr
- یعبد
- الیامون
- Zababdeh